# Arthur William Devis

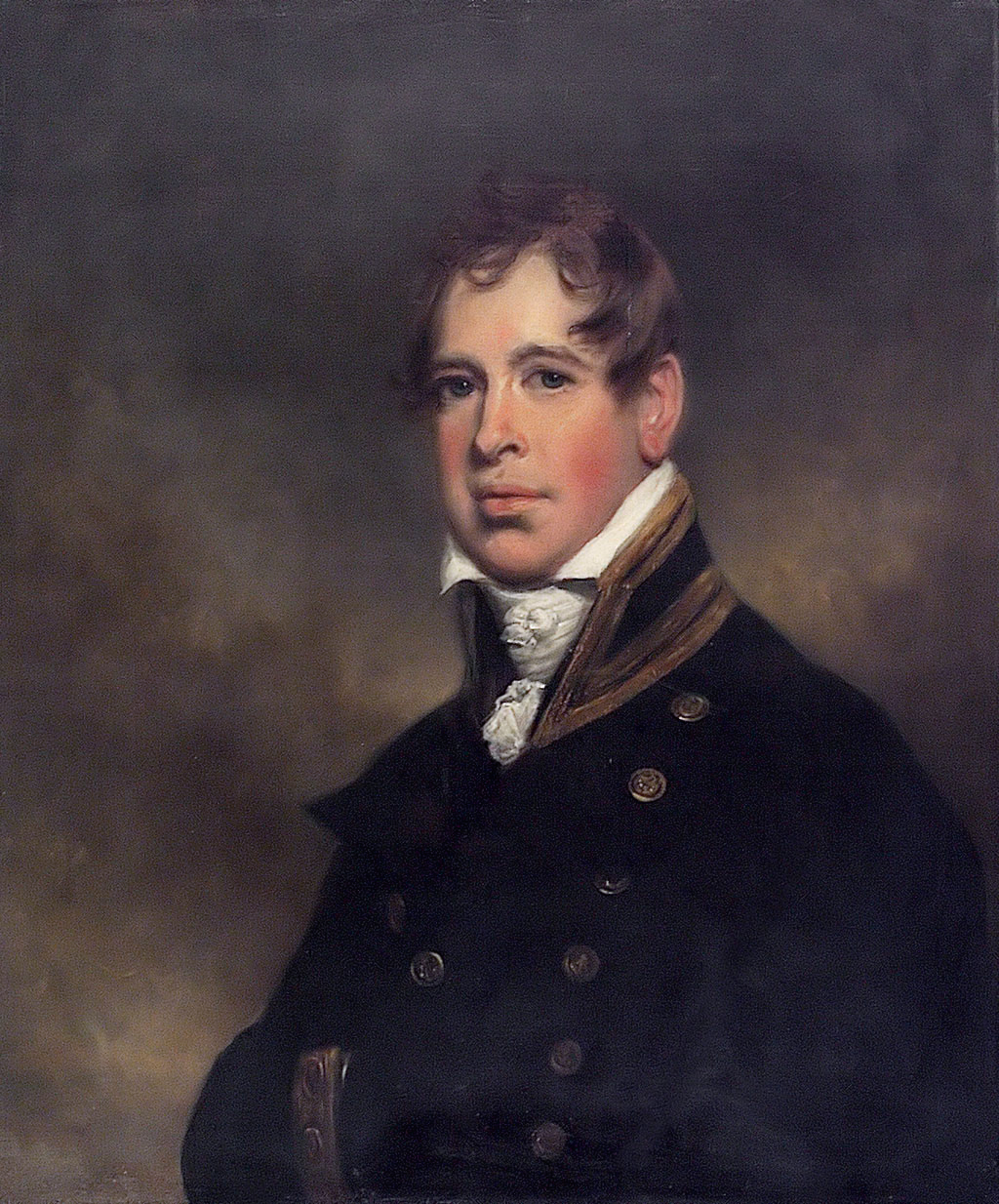
Sir William Beatty, cirujano del HMS Victory en Trafalgar (1806), obra de Devis.

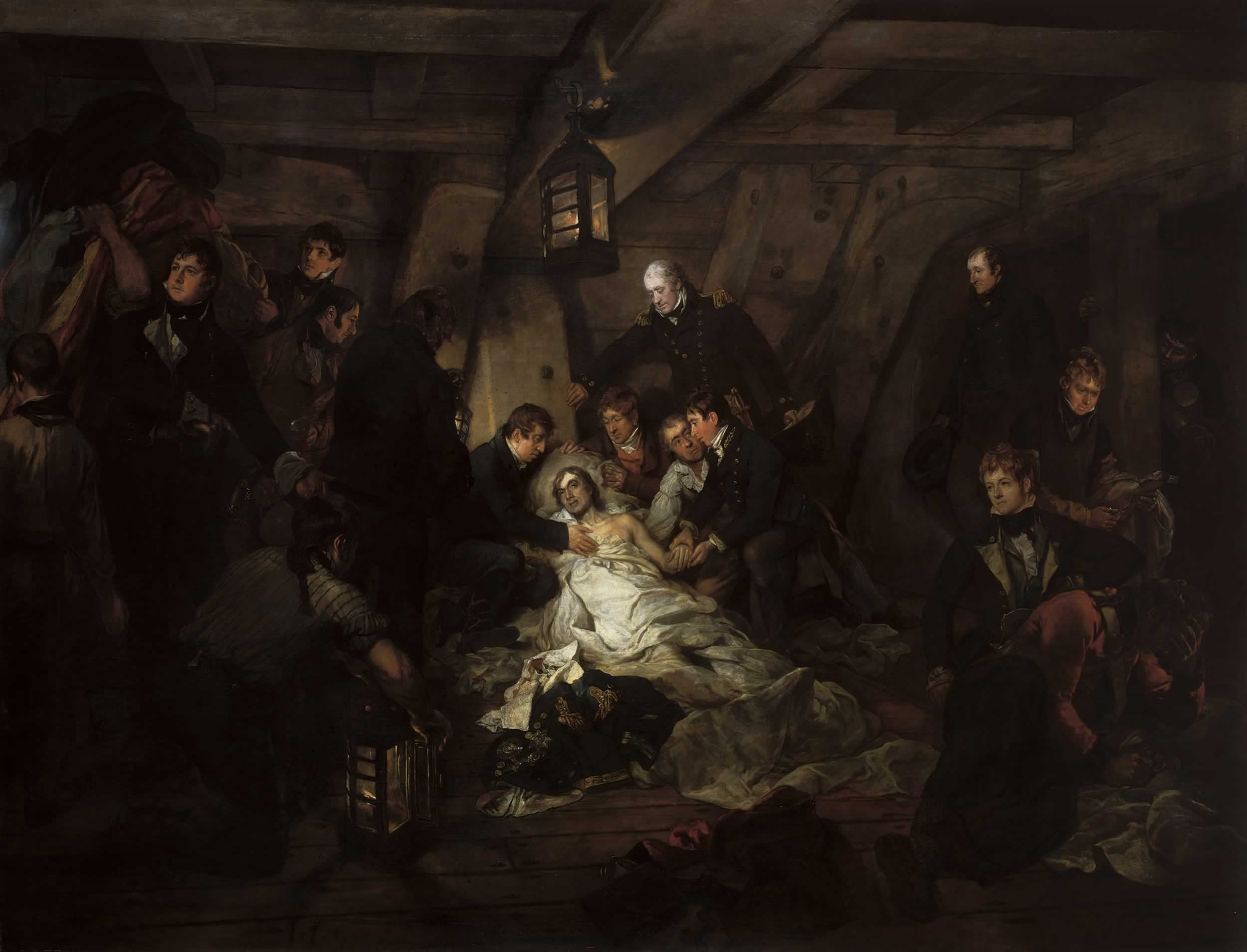
La muerte de Nelson, obra de Devis.

Arthur William Devis (Londres, 10 de agosto de 1762 - Caroline Street, Bedford Square, Londres, 11 de febrero de 1822) fue un pintor inglés de pintura de historia y retratos. Era el decimonoveno hijo del artista Arthur Devis y su esposa Elizabeth Faulkner.
Fue nombrado dibujante en un viaje proyectado por la Compañía Británica de las Indias Orientales en 1783, en el que naufragó en las islas Palaos antes de continuar a Cantón y luego a Bengala. Pintó retratos y temas históricos, sesenta y cinco de los cuales los expuso (1779-1821) en la Royal Academy.
Es conocido sobre todo por estar implicado en la creación del culto póstumo a Horacio Nelson. Pintó una heroica Muerte de Nelson, para la que hizo esbozos (incluyendo una del cuerpo de Nelson durante la autopsia por el Dr. Beatty, el cirujano del barco, a bordo del HMS Victory después de su regreso de Trafalgar. También pintó al Dr. Beatty, y este le encargó que produjera una pintura de medio cuerpo de Nelson como vicealmirante, que él dejó a Emma Hamilton (quien más tarde lo perdió en un accidente mientras viajaba). Bien el original o una copia de este retrato se expuso en la Royal Academy dos años después de la batalla y se hicieron muchas copias de él (Lord Howe tenía una, y otra acabó en la colección del Museo Marítimo Nacional), y fue también grabado en el relato de Beatty de la muerte de Nelson.